# Hans Weidemann
Hans Jakob Weidemann (* 22. Mai 1904 in Essen; † November 1975) war ein deutscher Propagandist zur Zeit des Nationalsozialismus.

## Leben
Weidemann, Sohn eines Tischlermeisters, studierte mit Hilfe eines Stipendiums zehn Semester an der Kunstakademie Düsseldorf und war Kunstmaler von Beruf. Er trat zum 1. September 1928 der NSDAP bei (Mitgliedsnummer 97.362). Ab 1930 war Weidemann Propagandaleiter im Gau Essen-Ruhr und ab 1932 stellvertretender Gauleiter unter Josef Terboven. Nach der Machtübernahme durch die Nationalsozialisten wurde Weidemann ab März 1933 mit dem Amt eines Referenten im Reichsministerium für Volksaufklärung und Propaganda (RMVP) versehen und war so ein enger Mitarbeiter von Joseph Goebbels. Gleichzeitig bekleidete er in der NSDAP den Posten des Filmreferenten in der Reichspropagandaleitung. Im November 1933 wurde Weidemann bei der Reichskulturkammer Präsidialrat und bekleidete diese Funktion auch in der Reichskammer der bildenden Künste, wo er zusätzlich Vizepräsident war. Bei der NS-Organisation Kraft durch Freude (KdF) leitete Weidemann 1934 vorübergehend das Kulturamt, wurde jedoch auf Anordnung von Adolf Hitler von diesem Posten wieder entfernt. Hintergrund für diese Maßnahme war Weidemanns vorübergehender Einsatz für die sogenannte Entartete Kunst. Dabei hatte Weidemann in der Anfangszeit des Nationalsozialismus Mitte 1933 mit Unterstützung durch den Propagandaminister für die Akzeptanz einiger Künstler geworben, die vor allem von den völkischen Kunstpolitikern um Alfred Rosenberg und den Kampfbund für deutsche Kultur bekämpft wurden, wie Nolde, Barlach und Schmidt-Rottluff. Weidemann hatte mit dem Berliner Vorsitzenden des NSDSTB Fritz Hippler und dem NS-Studentenvertreter und Maler Otto Andreas Schreiber einige öffentliche Veranstaltungen zu dem Thema gemacht und die Verfemung als Verbrechen an der deutschen Kultur bezeichnet. In der Berliner Galerie Ferdinand Möller wurde mit der Förderung Weidemanns und einiger bekannter Museumsdirektoren sogar eine Ausstellung dieser Künstler eingerichtet. In diesem Kampf hatte sich aber durch Hitlers Eingreifen die harte Rosenbergsche Haltung durchgesetzt, sodass Weidemann und seine Helfer vor ein Parteigericht gerufen wurden. Sie erhielten dank der Unterstützung durch Goebbels keine schwere Bestrafung. Weidemann und seine Freunde konnten weiter Karriere im Nationalsozialismus machen. Bald wurde Weidemann das Goldene Parteiabzeichen der NSDAP verliehen. Zusätzlich übernahm er hohe Posten im RMVP.
Joseph Goebbels ernannt ihn am 15. November 1935 als Vizepräsident der Reichsfilmkammer zum Mitglied des Reichskultursenats.
Ab Juni 1935 leitete Weidemann die Herstellung von Wochenschauen, die als wichtiges Instrument der Beeinflussung der Bevölkerung dienten und ein zentrales Propagandainstrument der Nazis waren. Die Wochenschauen wurden jede Woche neu erstellt und im Kino vor der Vorführung des Hauptfilms gezeigt. Sie waren ein wichtiges Medium der Information über vor allem auch politische Angelegenheiten. Weidemann war insgesamt für die Herstellung der Wochenschau im Reichsministerium für Volksaufklärung und Propaganda verantwortlich. Seine Dienststelle dafür trug den Namen Büro Weidemann. Dazu leitete er das Referat Redaktion im RMVP. Zudem wurde Weidemann im August 1935 Leiter der Fachschaft Film in der Reichsfilmkammer und bereits drei Monate später Vizepräsident der Reichsfilmkammer. Weidemann war auch an anderen Filmen beteiligt, so hatte er die künstlerische Oberleitung zu Jugend der Welt, einem NS-Film über die Olympischen Winterspiele 1936 in Garmisch-Partenkirchen (Regie: Carl Junghans und Herbert Brieger). Dieselbe Funktion kam ihm beim Film Verräter (Regie: Karl Ritter, 1936) zu. 1937 und 1939 führte Weidemann zusammen mit Junghans und Lothar Bühle Regie beim NS-Film Jahre der Entscheidung, zwischenzeitlich (1938) auch mit Junghans und Gert Stegemann bei Die große Zeit.
Zum 20. April 1938 trat Weidemann der SS im Rang eines Sturmbannführers bei (SS-Nummer 293.074). Ab August 1941 wurde Weidemann zeitweilig als Kriegsberichterstatter bei der Waffen-SS eingesetzt. Für den antibritischen Propagandafilm Anschlag auf Baku (Regie Fritz Kirchhoff, 1940/41), an dessen Herstellungsleitung er beteiligt war, schrieb er zusammen mit Hans Wolfgang Hillers das Drehbuch. Im Juli 1943 erschien die von ihm verfasste Denkschrift Vorschläge zur Einleitung einer Propagandaschlacht an allen Fronten. 1944 leitete Hans Weidemann die Waffen-SS-Propaganda-Einheit Südstern. Seit 1944 war Weidemann mit Henri Nannen befreundet und als SS-Obersturmführer, Ortskommandant von Bevilacqua (Venetien) in der Provinz Verona.

## Nach Kriegsende
Nach Kriegsende versteckte sich Weidemann zunächst in Carolinensiel in Ostfriesland und arbeitete unter dem Namen seiner Mutter als Maler, weil er fürchtete, für sein Engagement bei den Nazis zur Verantwortung gezogen zu werden. 1950 wurde er in Hamburg mit Hilfe von Persilscheinen von Künstlern entnazifiziert. 1962 war Weidemann Pressechef beim Strumpfhersteller Opal und veranstaltete mit Heinz Fehling Schönheitswettbewerbe. Von 1964 bis 1970 arbeitete Weidemann bei der Zeitschrift Stern. In den 1970er Jahren war Weidemann Bundeswettbewerbsleiter der Stern-Aktionen „Jugend forscht“ und „Jugend trainiert für Olympia“. Weidemann ließ sich 1970 von seiner Tätigkeit beim Stern beurlauben und zeigte sich in Hamburg und Verona selbst an. Hintergrund waren Vorwürfe des Journalisten Gerhard Löwenthal, Weidemann hätte während des Zweiten Weltkrieges Kenntnis von Hinrichtungen nach Sabotageaktionen durch Partisanen bei Bevilacqua gehabt beziehungsweise sei an diesen indirekt beteiligt gewesen. Auch Nannen soll laut Löwenthal davon gewusst haben. Die Vorwürfe gegen Weidemann und Nannen bestätigten sich jedoch nicht. Der Rechtsstreit führte schließlich zu einem Vergleich:

„Untersagt wurde dem ZDF zu behaupten,
- Weidemann sei In Bevilacqua für Verhör und Hinrichtung von Partisanen verantwortlich gewesen,
- Weidemann trage die Verantwortung für den Tod eines unbeteiligten jungen Mannes nach der Brückensprengung Im Gebiet von Bevilacqua.

Gestattet bleibt dem ZDF zu behaupten,
- Weidemann sei an den Vorgängen in Bevilacqua beteiligt gewesen,
- Nannen könne‚ aus der Kenntnis von diesen angeblichen Kriegsverbrechen und Weidemanns ‚Stern‘-Engagement‚ ein Vorwurf gemacht werden.“

Weidemann war dann in Helmstorf (heute Seevetal) ansässig und gründete 1974 mit den Künstlern Sabine von Diest-Brackenhausen, Paul Schmersahl, Ulrich Heitmüller-Schimmel, Martin Irwahn, Jürgen Demmler, Elke Kegel, Michel Weidemann  und weiteren die Gruppe "Seevetaler Künstler '74". Die Gruppe bestand nach seinem Tod bis zu Beginn des 21. Jahrhunderts.